# シミズアスナ

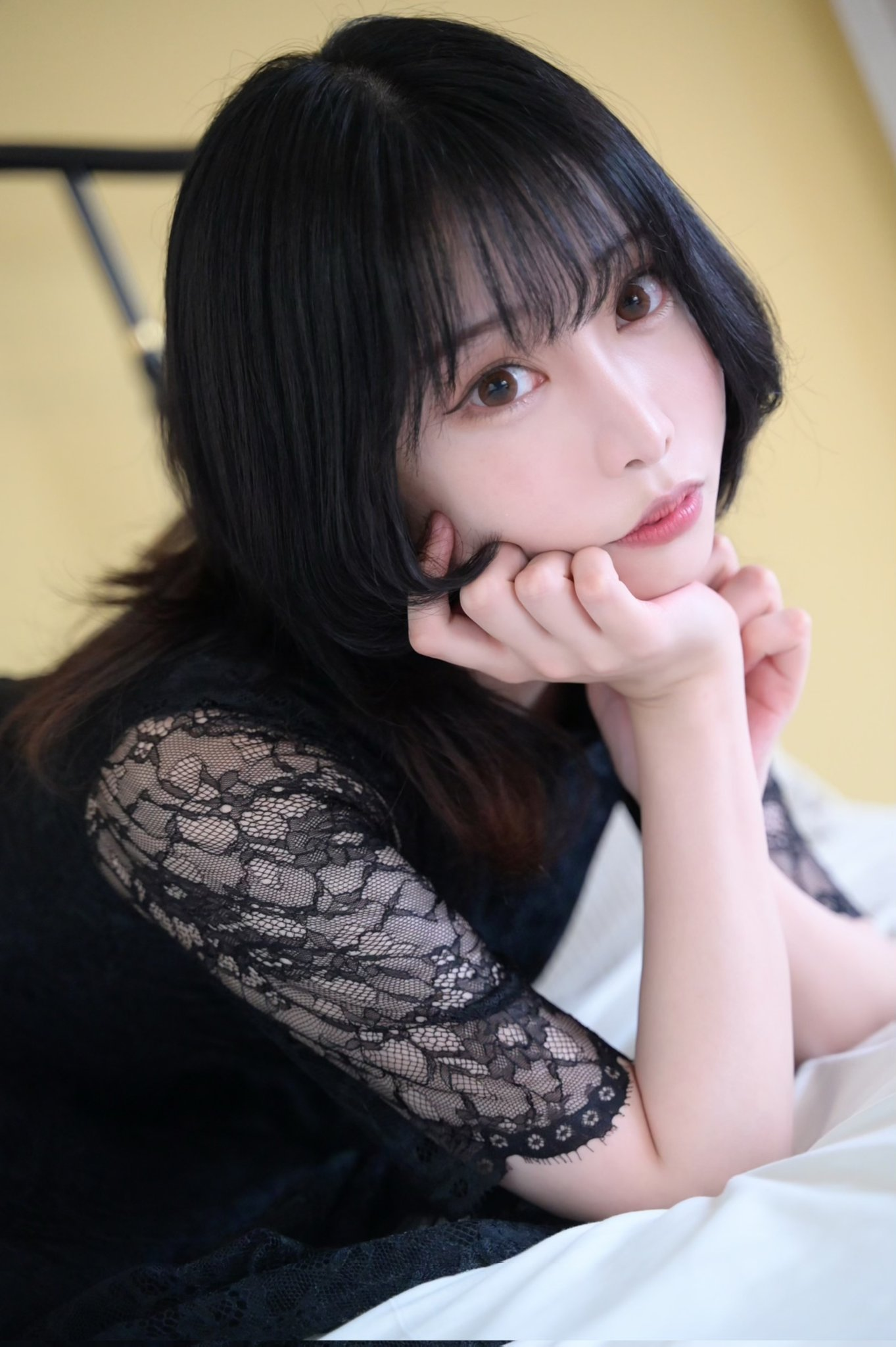
AsunaShimizu

シミズ アスナは、日本の俳優。東京都出身。身長156cm、血液型はO型。元レティクル東京座。

## 略歴
2015年12月よりレティクル東京座に所属
2021年に劇団が解散
現在はフリーで活動
3歳よりクラシックバレエを学び、学生時代は演劇部に所属。大学入学を機に舞台活動を開始。

## 人物
- 趣味は絵本の読み聞かせ。

- 特技はクラシックバレエ（歴3歳から現在まで）

- 元所属劇団レティクル東京座ではダンス振付も担当していた。[1]

- 好きな食べ物は洋酒入りチョコ、抹茶アイス、韓国海苔、牛タン。嫌いな食べ物はピーナッツとクルミ（アレルギー）。
- 好きなチョコレートはヴィタメール。[2]

- 愛称はアスナ、アスナちゃん、アスナさん、あーちゃん。

- 好きな色は黄色。

- パンダと恐竜が好きで多数のグッズを所有する。[3]
- おジャ魔女どれみが人生のバイブル。[4]

## 出演
太字は主演・ヒロイン作品

### 舞台・イベント
2025年
- カガミ想馬プロデュース『熱海殺人事件』〜ザ・ロンゲスト・スプリング〜(2025年02月05日 - 02月18日、 サンモールスタジオ）-水野朋子役
- ENG 第22回公演『九龍の玉漿』(2025年03月19日 - 03月23日、 六行会ホール） - mimi役
- ENG 第23回公演『ENGRAVE DREAMS』(2025年07月02日 - 07月06日、 六行会ホール） - E2役
- Miiteプロデュース第一回公演『喫茶サザンクロス』(2025年08月27日 - 08月31日、 ルートシアター）

2024年
- guizillen『ファンタスティックベイビーズ』(2024年02月21日 - 02月26日、王子小劇場）- カヤ 役・マナブ 役他
- カガミ想馬プロデュース『熱海殺人事件』〜売春捜査官〜(2024年04月17日 - 04月30日、 サンモールスタジオ）-木村伝兵衛(主演)役
- 『イリクラ2024』(2024年07月18日 - 07月21日、六行会ホール)  - 卯月役
- ENG 第21回公演『missing〜ドラゴンズ・バックへの歩調〜』(2024年08月21日 - 08月25日、 六行会ホール） - タルラ・ロッシュ役
- ToyLateLie 再演『明日死ぬ私のやりたい100のこと。』(2024年10月11日 - 10月13日、 大阪市立芸術創造館）- モブ子役
- Project EAS 『英雄学園〜RE;bonds and betrayal』(2024年10月30日 - 11月04日、 萬劇場）- 朱智ミツヒデ(ヒロイン)役
- らむらどぅプロデュース meets久保磨介『うみのかたわれ』(2024年11月28日 - 12月02日、 王子小劇場）- 二見氷奈役
- Poppin'Showerプロデュース『星空ハーモニー2024』(2024年12月25日 - 12月29日、 シアターグリーンBIG TREE THEATER）- ♭チーム 新海沙奈役[5]

2023年
- らむらどぅプロデュース feat.guizillen『推しのためなら死ねる！！』(2023年02月8日 - 02月13日、大塚萬劇場）-Aチーム 花園茂子 役
- ENG 第17回公演『missing〜混血のハッシュタグ〜』(2023年03月8日 - 03月12日、 六行会ホール）-タルラ・ロッシュ(主演) 役
- カガミ想馬プロデュース『熱海殺人事件』〜水野朋子物語〜(2023年04月19日 - 04月30日、 バルスタジオ）-水野朋子(主演)役
- ♯Q ♯3『無地にしか見えない』(2023年05月27日 - 05月30日、 新宿眼科画廊）-筒浦沙羽役
- キ上の空論 10周年記念公演『幾度の群青に溺れ』(2023年07月05日 - 07月09日、 紀伊國屋ホール）-日向(ヒナちゃん)役
- 山下菜美子プロデュース ナミプロvol.5『ガクヤ』 作：秦建日子 (2023年09月12日 - 09月17日、 劇場HOPE）-青井春役
- ヅカ★ガール10周年公演『蛇姫花伝』鏡チーム（2023年10月18日 - 10月22日、シアターグリーン BIG TREE THEATER） - 鏡チーム 夜叉姫 役[6]
- ENG 第18回公演『gagap』（2023年11月22日 - 11月26日、シアターグリーン BIG TREE THEATER） - 怪人56号 通称「怪談」役
- あんよはじょうず ♯5『なるべく強く踏みつけて、』（2023年12月13日 - 12月17日、新宿村LIVE） -ミカジメ 役

2022年
- カラスカ公演『ヘクセンクロイツ～魔女の十字架～』(2022年02月16日 - 02月20日、TACCS1179）-全公演を延期
- Daisy times produce『リバース・ワールド』（2022年03月16日 - 03月20日、中野ザ・ポケット）- フロンティア 役
- キ上の空論『朱の人』（2022年04月14日 - 04月17日、本多劇場）- サーヤ&部員5 役
- カラスカ公演『ヘクセンクロイツ～魔女の十字架～』(2022年07月20日 - 07月24日、TACCS1179）-アンナ・マリア 役
- ♯Q『スコトーマカフェ 他7篇』(2022年09月09日 - 09月11日、新宿眼科画廊スペース地下）脚本：小山コータロー
- 共創演劇#1『失創セブンスプレイ』（2022年09月21日 - 09月25日、新宿村LIVE）- まーにゃ 役
- ツツシニウム『法螺噺アオイトリ』（2022年11月16日 - 11月20日、上野ストアハウス）- チルチル 役
- 言葉のアリア『冬物語』（2022年11月30日 - 12月4日、浅草九劇）- パーディタ姫(ヒロイン) ・マミリアス王子役 原作：シェイクスピア
- mediterranean lily and fever 『7DAYS-特殊能力捜査班-』 （2022年12月21日 - 12月25日、大塚萬劇場）- カリグラ役

2021年
- モノガタリ一人芝居企画『いばらの遁れ姫』[7](2021年04月24日 - 04月25日） - 姫/王子(主演)  役 -公演延期[8]
- 劇団わ『「地獄の沙汰も金次第」って言うけど地獄じゃ金は使えねぇんだぜ２　～地獄の沙汰も電子マネー～』[9](2021年05月19日 - 5月25日、中目黒キンケロシアター) - 澤井初子 役
- 言葉のアリア season2 赦しの章 第4回公演『から騒ぎ』[10](2021年07月28日 - 8月1日、劇場MOMO） - ベネディック(主演)  役
- レティクル東京座 Ｎ<ニュートラル>エンタメ公演『メノウと狐の大業雨』(2021年09月29日 - 10月3日) -メノウ 役-全公演を中止
- くらやみダンス#8『くらやみダンスの宝島』(2021年11月25日 - 11月30日、池袋スタジオ空洞）- メトロポリス 役
- Bobjack Theater「『ロング・グッドバイ』～ノッキンオンアナザードア～」（2021年12月22日 - 12月31日、池袋シアターKASSAI） -　北山奈津 役

2020年
- ラストスマイルDVD Blu-ray発売記念イベント『飲めや歌えやラストスマイル』(2020年02月）
- くらやみダンス#8『くらやみダンスの宝島』(2020年03月）[11] -全公演を中止[12]

2019年
- @emotion presents Minipression CASE2『Switch ON/OFF』(2019年01月） - 彼女2&レイコ&桃野天然/蝿&テンコ&若鶏からあげ 役
- レティクル東京座 Ｌ<ライト>エンタメ公演『電脳演形キャステット』(2019年04月） - 小夜子=ダーエ(ヒロイン)  役
- toshiLOG vol.3舞台『ZEROー公安警察特殊部隊『霧組』』(2019年06月） - かいり&クイーン 役
- あやめ十八番 第十一回公演 『しだれ咲きサマーストーム』(2019年07月） - Ｖチューバーのよ 役
- DMF/ENG提携公演vol.5『LAST SMILE-ラストスマイル-』(2019年08月） - 宙チーム・伊予 役
- レティクル東京座 劇団員公演『バァルエンドの月 -受胎告知-/-千年王國-』（2019年09月） - 砂倉ミア&線画5&ミディアン/美出亞サクラ 役
- 海賊のように飲む会 第13回本公演-真劇場版3-『暖炉の中のあなたの知らない世界～TEARS KNIGHT～』(2019年10月） - アリ・アリス(主演) 役
- バードランドエンタテインメント『涙箱vol.2～涙腺崩壊、暗転で涙を拭ってください～』(2019年11月） - ダンス部顧問&黒須ユキ&担任&萌音 役

2018年
- 松澤くれはプロデュース「Weのために」長編作品『Fire pRay -秋津悠理のためのプレリュード-』(2018年01月） - 焔の命 役
- レティクル東京座 Ｄ<ダーク>エンタメ公演『氷雨丸 -常花の青年遊廓-』(2018年06月） - 徳川セラフィーマ 役
- 秀美のひとりあそび企画「即興ガールズバトルvol.1」(2018年07月）
- RINCO PRODUCE STAGE『リミット・オブ・タイムラグ』(2018年10月） - 望月美智 役
- アリスインプロジェクト『ともだちインプット』(2018年11月） - アルキ 役
- ブイラボミュージカルVOL.5『疾風マラソンJuliet』(2018年12月） - ルナ 役

2017年
- -THE LIVE READING-「武装少女マキャヴェリズム」(2017年01月） - 天羽斬々(ヒロイン)  役
- レティクル東京座 Ｌ<ライト>エンタメ公演『アイドル♂怪盗レオノワール』(2017年02月） - 虎金澤シオリ＆怪盗タイガーリリィ 役
- くらやみダンス 春の三都市ツアー『空耳の恋人』(2017年03月） - 天ノ森レイ 役
- 池亀さん、他『回れ！回らないお寿司』(2017年05月） - あーちゃん 役
- アリスインプロジェクト『バックイン・ミレニアム』(2017年08月） - 時組・友坂美里 役
- レティクル東京座 Ｎ<ニュートラル>エンタメ公演『皇宮陰陽師アノハ』(2017年09月） - 安倍アノハ(主演) 役
- シミズアスナ×雨宮慎太朗◎二人芝居企画『コッペリオネッタ -ジーパラッドの供えもの-』(2017年12月） - アンディーチェ(主演) 役

2016年
- くらやみダンス番外公演『藪にらみ革命記』(2016年01月） - 美智子(ヒロイン) 役
- レティクル東京座vol.8『昴のテルミニロード』(2016年03月） - ライデン 役
- ピヨピヨレボリューション vol.3『Gliese』(2016年04月） - ゲスト出演
- 池亀さん、他『ハッピーアイススクリーム』(2016年04月） - シミズアスナ 役
- kazakami『カナリアへ』(2016年05月） - 黄色い娘 役
- くらやみダンス#4『スケルトンの呼吸』(2016年08月） - 浜松ハマ子 役
- ハダカハレンチ『皆殺しねこパンチ』(2016年11月） - 南あんず 役
- LIVEDOG GIRLS『レディ・ア・ゴーゴー!!』(2016年12月） - 阿藤莉奈 役

2015年
- レティクル東京座vol.6『學園使徒ノクト』(2015年02月） - 美星天皇(ヒロイン) 役
- 池亀さん、他『現役女子中学生アイドル連続失踪事件』(2015年03月） - アスナ 役
- くらやみダンス#2『糸の思案』(2015年07月） - 華子(ヒロイン) 役
- レティクル東京座vol.7『幕末緞帳イコノクラッシュ！』(2015年09月） - 幾松 役
- 黒薔薇少女地獄『緋色、凍レル刻ノ世界、永遠』(2015年11月） - 宮珊瑚 役

2014年
- fragment edge『うみがめくれる』(2014年08月） - 貝森ちづる 役
- fragment edge『フラグメントパーティ』(2014年12月） - ツバキ(短編主演) 役

### ライブ
- MOSAIC.WAV Re:1st LIVE『We Live AKIBA-POP!!』(2017年11月）  - ハコ入り娘リスク 役
- 「TRIGGER→ × #HNGSONIC2018 -秋」MOSAIC.WAV Live(2018年10月）  - ハコ入り娘リスク 役

### MV・映像
- ハシグチカナデリヤ MV『せつなさライセンス』[13]
- 大河原恵監督作品 ショートムービー『逆流竹取物語』
- ダンスムービー DE PAY'S MAN『Favor i』
- YMCK Official MV『皆様、ご安全に』

### 振付
- 山本ラ・フランス×男装ユニットW's PLUS　コラボパフォーマンス楽曲（2018年08月）[14]
- レティクル東京座『電脳演形キャステット』(2019年04月)
- レティクル東京座 劇団員公演『バァルエンドの月 -受胎告知-/-千年王國-』（2019年09月）

### ドラマCD
- モノガタリ ドラマCD vol.1『コッペリオネッタ -ジーパラッドの供えもの- 』[15]（2020年12月） - アンディーチェ 役（主演）

## 書籍
|     | 発売日        | タイトル                     |
| --- | ------------- | ---------------------------- |
| 1st | 2020年4月29日 | 25th Birthday mini PhotoBook |